# 高鷲站

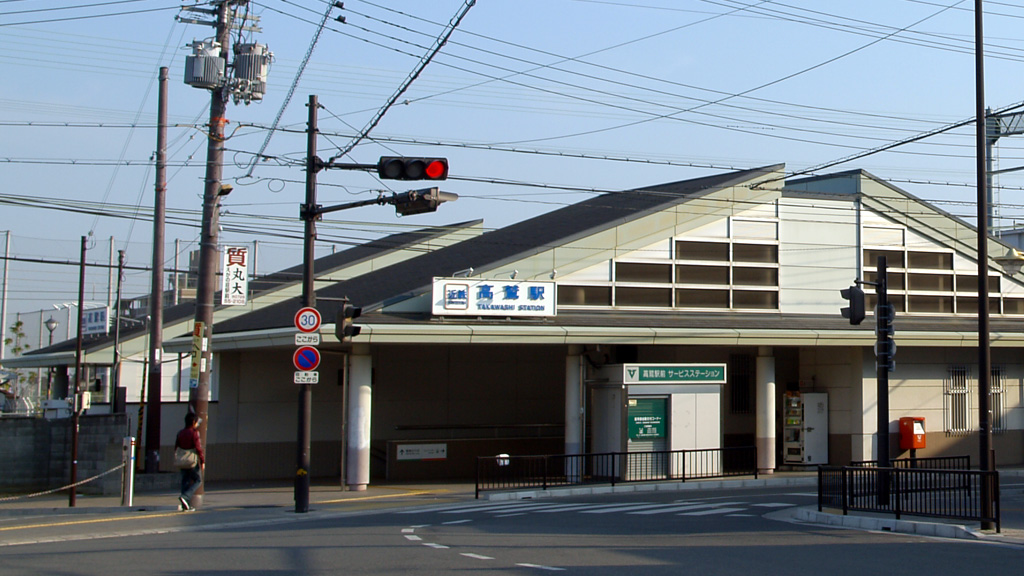
高鷲站（南側）

高鷲站（日语：／ Takawashi eki */?）位於日本大阪府羽曳野市高鷲一丁目，為近畿日本鐵道（近鐵）南大阪線的鐵路車站。車站編號為F12。

## 歷史
- 1922年（大正11年）4月18日 - 大阪鐵道的道明寺 - 布忍間延伸，本站開業[1][2]。當時是島式月台1面2線的地面車站。
- 1943年（昭和18年）2月1日 - 關西急行鐵道與大阪鐵道合併[3]。本站成為關西急行鐵道天王寺線的車站。
- 1944年（昭和19年）6月1日 - 由於戰時統合，關西急行鐵道與南海鐵道（現在的南海電氣鐵道前身。之後再次獨立）合併，本站成為近畿日本鐵道南大阪線的車站[3]。
- 2007年（平成19年）4月1日 - 可使用「PiTaPa」乘車[4]。
- 2018年（平成30年）10月8日 - 首發時間～9時30分與17時30分～末班車兩個時段，站務員並無進駐。

## 車站構造
设有侧式月台2座、2线的地面车站。月台可容納6節車廂。驗票口與大廳位於地下，月台位於地面。驗票口只有1處。
本站由藤井寺站管理，有站務員進駐。

### 月台配置
| 月台 | 路線     | 方向 | 目的地                                      |
| ---- | -------- | ---- | ------------------------------------------- |
| 1    | 南大阪線 | 下行 | 往 藤井寺、古市、橿原神宮前、吉野、河内長野 |
| 2    | 南大阪線 | 上行 | 往 大阪阿部野橋                             |

## 使用狀況
近年1日上下車人次調査結果如下表。
- 2018年11月13日：6,647人
- 2015年11月10日：6,672人
- 2012年11月13日：6,206人
- 2010年11月9日：6,538人
- 2008年11月18日：6,637人
- 2005年11月8日：6,778人

## 車站周邊
- 大津神社
- 島泉丸山古墳
- 陵南之森
- 吉村家住宅
- 羽曳野市立高鷲北小学校
- 羽曳野市立高鷲小学校
- 羽曳野市立高鷲南小学校
- 羽曳野市立高鷲中学校
- 羽曳野市立高鷲南中学校
- 大阪綠涼高等学校
- 柏原羽曳野藤井寺消防組合高鷲辦事處

## 相鄰車站
近畿日本鐵道
 南大阪線
■急行、■區間急行、■準急
通過
■普通
惠我之莊 （F11） － 高鷲 （F12） － 藤井寺 （F13）